# Climocella mayhillae
Climocella mayhillae är en snäckart som beskrevs av James Frederick Goulstone 1997. Climocella mayhillae ingår i släktet Climocella och familjen Charopidae. Inga underarter finns listade i Catalogue of Life.